# EuroHockey Nations Trophy (Feld, Herren) 2005
Die EuroHockey Nations Trophy 2005 war die erste Ausgabe der Feldhockey-Herren-EM für „B“-Nationen. Sie fand vom 11. bis 17. September 2005 in Rom statt. Die ersten beiden stiegen in die „A-EM“ auf, während die letzten beiden in die „C-EM“, die EuroHockey Nations Challenge abstiegen.

## Vorrunde
Alle Zeiten sind in Mitteleuropäische Sommerzeit (UTC +2) angegeben.

### Gruppe A
|    | Team     | Punkte | Sp | S | U | N | Tore | Gtore | Diff |
| -- | -------- | ------ | -- | - | - | - | ---- | ----- | ---- |
| 1. | Irland   | 7      | 3  | 2 | 1 | 0 | 12   | 5     | +7   |
| 2. | Wales    | 7      | 3  | 2 | 1 | 0 | 6    | 3     | +3   |
| 3. | Belarus  | 3      | 3  | 1 | 0 | 2 | 7    | 11    | −4   |
| 4. | Russland | 0      | 3  | 0 | 0 | 3 | 6    | 12    | −6   |

11.9., 11:00 Uhr
 Russland 2:4  Wales
11.9., 13:30 Uhr
 Irland 7:3  Belarus
12.9., 16:00 Uhr
 Russland 3:4  Belarus
12.9., 19:00 Uhr
 Irland 1:1 Wales
14.9., 11:00 Uhr
 Wales 1:0  Belarus
14.9., 13:30 Uhr
 Irland 4:1 Russland

### Gruppe B
|    | Team       | Punkte | Sp | S | U | N | Tore | Gtore | Diff |
| -- | ---------- | ------ | -- | - | - | - | ---- | ----- | ---- |
| 1. | Tschechien | 6      | 3  | 2 | 0 | 1 | 7    | 3     | +4   |
| 2. | Österreich | 6      | 3  | 2 | 0 | 1 | 9    | 9     | 0    |
| 3. | Italien    | 4      | 3  | 1 | 1 | 1 | 11   | 10    | +1   |
| 4. | Schweiz    | 1      | 3  | 0 | 1 | 2 | 8    | 11    | −3   |

11.9., 16:00 Uhr
 Italien 4:5  Österreich
12.9., 19:00 Uhr
 Schweiz 2:3  Tschechien
13.9., 16:00 Uhr
 Tschechien 3:0  Österreich
13.9., 18:45 Uhr
 Italien 4:4  Schweiz
14.9., 16:00 Uhr
 Schweiz 2:4  Österreich
14.9., 18:45 Uhr
 Italien 3:1  Tschechien

## Spiele um Platz 5–8
16.9., 10:30 Uhr
 Belarus 1:2  Schweiz
16.9., 13:00  Uhr
 Italien 3:1  Russland

### Halbfinale
16.9., 16:45 Uhr
 Irland 2:1  Österreich
- 16.9., 18:45 Uhr

 Wales 1:3  Tschechien

### Spiel um Platz 7
17.9., 11:00 Uhr
 Belarus 4:1  Russland

### Spiel um Platz 5
17.9., 13:30 Uhr
 Schweiz 1:3  Italien

### Spiel um Platz 3
17.9.,  16:45 Uhr
 Österreich 1:2  Wales

### Finale
17.9., 18:45 Uhr
 Irland 4:2  Tschechien

## Endergebnis
| Platz | Land       |
| ----- | ---------- |
| 1.    | Irland     |
| 2.    | Tschechien |
| 3.    | Wales      |
| 4.    | Österreich |
| 5.    | Italien    |
| 6.    | Schweiz    |
| 7.    | Belarus    |
| 8.    | Russland   |

- Irland und die Tschechische Republik sind in die EM 2007 aufgestiegen; Weißrussland und Russland sind in die EuroHockey Nations Challenge 2007 abgestiegen.